# Saturnday
Saturnday，踢帕娛樂旗下六人男子音樂團體，2023年11月23日舉辦出道記者會，隔日發行出道單曲〈Beat The Best〉。原由《原子少年》土星部分成員組成，2025年4月18日《原子少年2》人氣選手透過特別企劃加入，最終成員包括陳水豐、劉新民、唐立杰、張峻瑋、劉凱杰及潘永安。

## 經歷
2022年成員們參與原子少年節目，作為「土星」比賽，但在第四輪比賽中遭到淘汰滅團，最終陳水豐、劉新民及張峻瑋加入冥王星，唐立杰則被救回加入天王星在節目中成為冠軍團，但並未隨冠軍團出道。
2023年7月13日，踢帕娛樂組合四位成員，進行募資線上舞蹈課程「原子少年T-POP舞蹈速成班」，四小時以200%達標。
2023年11月10日，公布正式團名為「Saturnday」。
2023年11月23日，舉辦新歌發表會正式出道，並於隔日發行首張單曲〈Beat The Best〉。
2025年4月18日，經過粉絲票選及特別企劃製作人的討論，公布由《原子少年2》人氣選手劉凱杰及潘永安正式加入「Saturnday」。
2025年7月18日，推出第二首單曲Last Dance。

## 團體資料

### 團名由來
星期六的英文「Saturday」和日文「土曜日」，都是從「土星（Saturn）」這個字變化而來，意即「撒頓之日（Saturn's Day）」，撒頓(Saturn)是羅馬傳統宗教的一位掌管農業的古老神祇。

### 成員
| 中文名 | 英文名  | 出生日期       | 國籍     |
| ------ | ------- | -------------- | -------- |
| 陳水豐 | Marvin  | 1998年9月14日  | 中華民國 |
| 劉新民 | Jimmy   | 2000年4月27日  | 中華民國 |
| 唐立   | Elvis   | 2001年8月18日  | 中華民國 |
| 劉凱   | KJ      | 2002年3月8日   | 中華民國 |
| 張峻瑋 | Chunwei | 2002年10月4日  | 中華民國 |
| 潘永安 | PAN     | 2003年10月29日 | 中華民國 |

## 作品

### 單曲
| 年份   | 發布日期 | 歌曲名稱          |
| ------ | -------- | ----------------- |
| 2023年 | 11月24日 | 〈Beat The Best〉 |
| 2025年 | 7月18日  | 〈Last Dance〉    |

### 綜藝節目
| 年份   | 節目名稱      | 參與成員                     | 備註             |
| ------ | ------------- | ---------------------------- | ---------------- |
| 2022年 | 《原子少年》  | 陳水豐、劉新民、唐立、張峻瑋 | 參與「土星」隊伍 |
| 2024年 | 《原子少年2》 | 劉凱、潘永安                 |                  |

## 外部連結
- Saturnday的Instagram帳戶
- Saturnday的Facebook專頁
- YouTube上的Saturnday頻道